# Ocaleni z Mauthausen
Ocaleni z Mauthausen – pierwsza książka z serii Historia Mówiona, stanowiąca montaż fragmentów relacji ponad stu osób, które były więźniami niemieckich obozów koncentracyjnych Mauthausen-Gusen. Została wydana przez Dom Spotkań z Historią i Ośrodek KARTA, opracowana i opatrzona wstępem przez Katarzynę Madoń-Mitzner.
Relacje, na których oparta jest książka, utrwalone zostały w latach 2002–2003 w międzynarodowym projekcie dokumentacyjnym Mauthausen Survivors Documentation Project. Jest to pierwsza książka opisująca ten fragment historii, oparta w pełni na historii mówionej.